# Ivan Almonte
Ivan Almonte (né le 20 janvier 1981 à Saint-Domingue) est un joueur dominicain de basket-ball. Il mesure 1,98 m et joue au poste d'Intérieur.

## Biographie

### Débuts (2002-2006)
Ivan Almonte participe en 1991, au championnat du monde des 19 ans et moins avec l'équipe de la République dominicaine. De 2002 à 2006, Almonte joue dans les ligues universitaires américaines. Tout d'abord en NJCCA avec Southeastern CC. L'intérieur dominicain domine aux rebonds (7,6 rebonds) et aux points (12,1 points) lors de sa première saison (2002-2003) en NJCCA. La saison, il réédite des statistiques similaires. De plus, Southeastern CC finit deux fois champion de NJCCA lors de ces deux mêmes saisons. En 2004, Ivan Almonte rejoint la prestigieuse ligue universitaire, la NCAA. Il porte alors le maillot de Florida International durant deux saisons. Ses statistiques sont remarquables (2004-2005 : 17,2 points, 9,9 rebonds, 3,2 passes décisives, 1,4 interception ; 2005-2006: 14,7 points, 11,2 rebonds, 3,3 passes décisives, 1,2 interception). Néanmoins, après sa dernière saison en NCAA (2005-2006), il repart dans son pays d'origine.

### Carrière professionnelle (2006-2011)
En effet, Ivan Almonte revient en République domicaine, en mai 2006. De mai à juin, il fait deux piges dans deux clubs. Dans un premier temps, au Club Deportivo Naco avec lequel il remporte le Tournoi supérieur du district national de la République dominicaine. Et dans un second temps, il rejoint Constituyentes de San Cristobal. Puis lors de l'été 2006, il est sélectionné en équipe senior de la République dominicaine pour les Jeux d'Amérique centrale et des Caraïbes et s'adjuge la médaille de bronze. Après ce succès, Ivan Almonte part en France, à Boulazac (Pro B), qu'il signe. En une saison, il devient un joueur majeur de l'équipe de Boulazac en compilant 16,2 points et prenant 10,2 rebonds par match. Ensuite, il revient dans son pays natal (en été) et joue à San Lazaro puis à San Cristóbal. Almonte enchaîne avec la sélection nationale et termine vice-champion des Caraïbes. À l'aube, de la saison 2007-2008 en Europe, l'international dominicain est recruté par une grosse écurie de la Pro B, le Limoges CSP. Le Cercle Saint-Pierre en fait l'une de ses pièces principales de son effectif. Ivan Almonte se blesse plusieurs fois. Ses statistiques sont pourtant honnêtes avec 9 rebonds et 11 points en saison régulière. Le CSP termine 4e. Limoges se fait éliminer en quart de finale des play-offs de Pro B, par Saint-Étienne. La saison suivante (2008-2009), Almonte se relance à la JSF Nanterre où il affiche 13,6 points, 8,3 rebonds, 2,8 passes décisives, 1,4 interception, 0,3 contre et 2,3 balles perdues. En 2009, il retourne à Boulazac. En 2011, il joue au Titanes Del Distrito Nacional (Ligue 1 dominicaine).

## Palmarès

### Club
- 2002-2003 : Champion de NJCAA avec Southeastern.
- 2003-2004 : Champion de NJCAA avec Southeastern.
- 2005-2006 : Vainqueur du Tournoi supérieur du district national de République dominicaine avec Naco.
- 2006-2007 : Finaliste du Tournoi supérieur du district national de République dominicaine avec San Lazaro.

### Sélection
- 2005-2006 : Médaille de bronze aux Jeux d’Amérique centrale et des Caraïbes avec la République dominicaine.
- 2006-2007 : Vice-champion des Caraïbes avec la République dominicaine.

## Sélections

### Catégories
- Équipe de la République dominicaine espoir.
- Équipe de la République dominicaine senior.

### Participations
- 2001 : Participe au Championnat du Monde Espoir (Saitama).
- 2006 : Participe au Championnat d’Amérique Centrale (Panama).
- 2006 : Participe aux Jeux d’Amérique centrale et des Caraïbes (Cartagene).
- 2007 : Participe au Championnat des Caraïbes (Puerto Rico).

## Nominations
- 2003-2004 : Membre de la NJCAA Division1 All Region XI second team.
- 2003-2004 : Membre de la NJCAA Division1 All American second team.
- 2005-2006 : Élu MVP de la saison régulière du Tournoi supérieur du district national en République dominicaine.
- 2005-2006 : Meilleur rebondeur de la saison régulière du Tournoi supérieur du district national en République dominicaine.